# Jósika Júlia

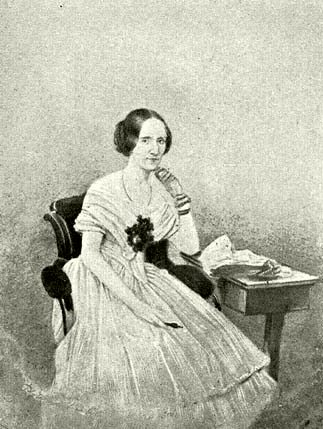
Jósika Miklósné báró Podmaniczky Júlia író, műfordító, Jósika Miklós második feleségének a portréja. Korabeli akvarell alapján

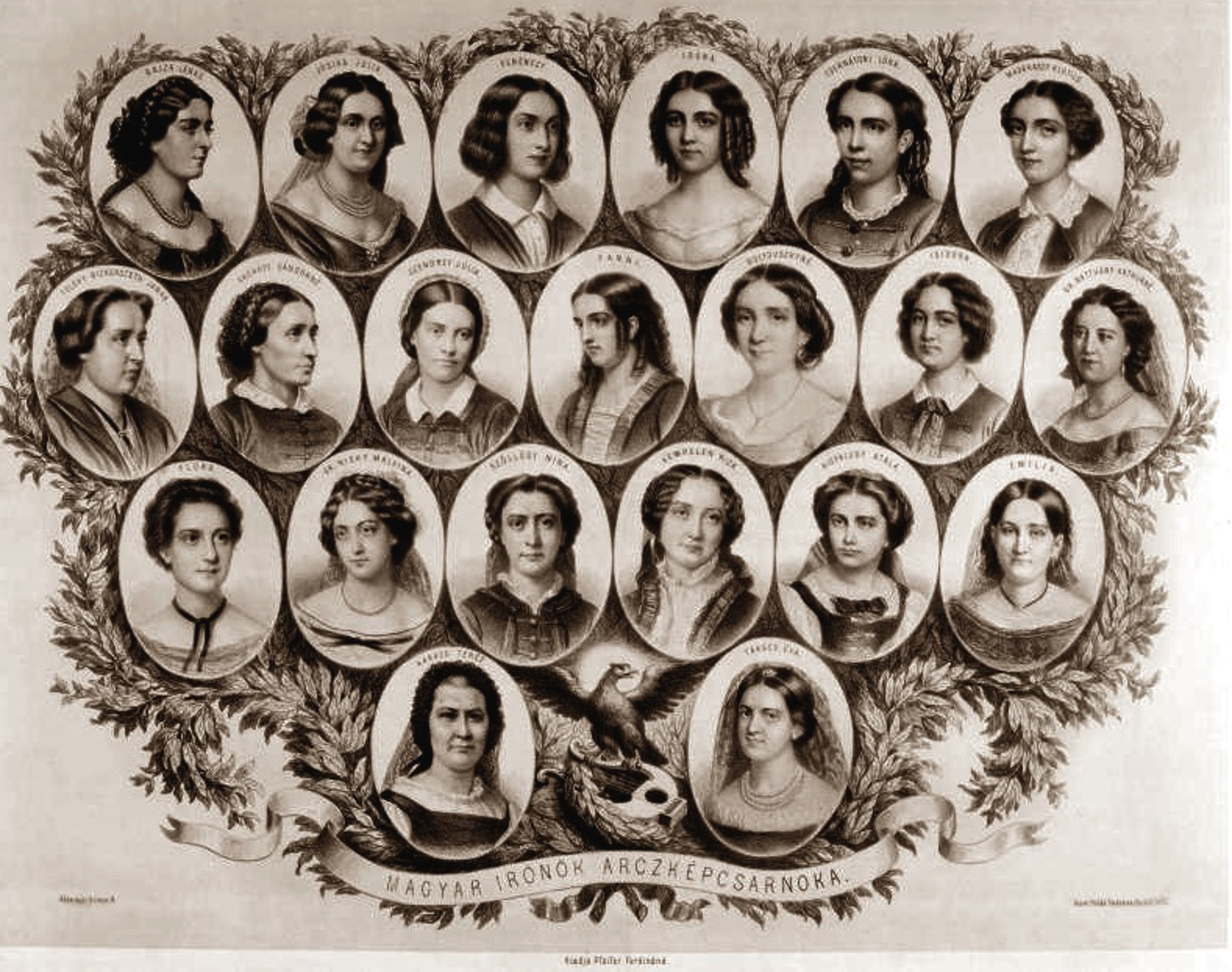
Magyar írónők arczképcsarnoka. Jósika Júlia arcképe az első sor második képe.

Jósika Júlia, családi nevén báró Jósika Miklósné báró Podmaniczky Júlia (Pest, 1813. – Drezda, 1893. június 10.) író, műfordító, Jósika Miklós író felesége.

## Élete
Báró Podmaniczky Károly bányatanácsos és Noszticz-Jänkendorf Eliza leánya. Rangjához illő gondos nevelésben részesült. A reformkorban nagyvárossá érést elkezdő Pest-Budán nőtt fel. Mint bárói sarj a kor legmodernebb nevelését kapta, amit nő kaphatott. Bizonyossággal állítható, hogy úrinő nevelése hatással volt, mint divat tudósító, mint írói ambícióira. Korában igen későn férjhez menőnek számított.1839-ben ismerkedett meg jövendőbeli hitvesével. Podmaniczky Júlia nyolc esztendőt várt türelemmel, míg szerelmével, a kor legünnepeltebb írójával egybekelhetett.1847-ben ment férjhez Jósika Miklóshoz Ez a páros a magyar romantikus regény kiemelkedő alakja és a pesti kialakuló félben lévő polgári divatvilág etalonja, remek beszédtémát adott a kávéházak társaságainak. Rövid magyarországi tartózkodásukat a báró szurdoki birtokán töltötték elvonulva a város zajától. 
Boldog házasságukra hamarosan árnyékot vetettek a forradalom és a szabadságharc eseményei, majd az emigráció nehéz esztendői következtek. Jósika Júlia bátran és boldogan támogatta férjét politikai szereplésében, s a számkivetettség évei alatt nemcsak a lelket tartotta a csalódott és közönségétől megfosztott íróban, aki 35 társa kivégzése miatt komoly depresszióba esett, hanem kenyérkereső foglalkozást is vállalt, és első emigrációs állomáshelyükön Brüsszelben, kihasználva gondos nevelését, és a már akkor politikailag jelentős város nagyszámú, jómódú diplomata feleségét, mint boltos asszonyként remekül tudott érvényesülni és támaszt nyújtani párjának. Regényei egy része itt született és majd Lipcsében jelentek meg. Témái a sokszor előforduló nagypolgári életet élő, a háztartást gondosan ügyelő és ezen felül a kor legújabb divatját követő nők adják, értelemszerűen, hiszen ő is ehhez a társadalmi csoporthoz tartozott még akkor is mikor az emigráció első időszakában a család belőle és leleményességéből élt meg. Miután véget ért a szabadságharc megtorlása és a rémuralom, a konszolidáló Magyarországon elinduló divatlapok munkatársuknak kérték fel a külföldön élő asszonyt. Az ekkor elinduló és népszerű Vasárnapi Újság és Nővilág folyamatosan közölte írásait.
Az 1848. évi politikai viharok férjét is magukkal ragadták, végül vagyonától megfosztották és számkivetésbe kergették. Felesége követte férjét Drezdába, majd Brüsszelbe. Itt csipkekereskedést folytatott, emellett irodalommal is foglalkozott: németre fordította férje regényeit és magyar lapokba is dolgozott. A szerény háztartás megtakarított jövedelméből jól berendezett házat is vásárolt. Amikor férje orvosi javaslatra Drezdába költözött, oda is követte és élete végéig vele volt. Férjének halálakor (1865) rokonai unszolására sem tért haza, Drezdában hunyt el. Hamvaikat Jósika Sámuel hazaszállíttatta és a kolozsvári Házsongárdi temetőben helyeztette örök nyugalomra.
Több Jósika-regényt fordított németre, maga is írt novellákat és néhány regényt, valamint németül költeményeket. A Nővilág című lap főmunkatársa volt, de más lapokban is jelentek meg cikkei, külföldről küldött divattudósításai.

### Emlékezete
Életéről Kertész Erzsébet írt ifjúsági regényt Csipkebolt Brüsszelben címmel.

## Munkái
- Stephan Jósika. Historischer Roman von Nikolaus Jósika, ins deutsche übertragen. Leipzig. 1851. Öt kötet.
- Zur Geschichte des ungarischen Freiheitskampfes. Authentische Berichte, Uo. 1851. Két kötet. (A magyar eredeti, férjének műve sohasem jelent meg. Jósika Júlia e német fordítása is be volt tiltva Ausztriában és hazánkban.)
- Die Hexen von Szegedin. Hist. Roman von Nicolaus Jósika. Übersetzt von ... wurzen, 1863. Három kötet.
- Franz Rákóczy II., Roman von B. Nik. Jósika, übersetzt von ... Pest-Wien-Leipzig, 1867. Hat kötet.

### Magyar nyelvű munkái
- Közlések a Külföldről. Fiatal olvasók számára. Két kötet. Pest, 1855
- Éva. Regény. Két kötet. Pest, 1860
- Való és költött. Novellák és vázlatok gyűjteménye. Három kötet. Pest, 1862
- Családélet. Regény. Két kötet. Pest, 1862
- Pályavezető. Jó tanácsok világbalépő fiatal leányok számára. Pest, 1863
- Az élet esélyei. Regény. Pest, 1864